# ان‌اوال
ان‌اوال (انگلیسی: NOL) شرکت ترابری سنگاپوری است، که در سال ۱۹۶۸ توسط محمد جلال‌الدین سعید تأسیس شد.